# Tour Poitou-Charentes en Nouvelle-Aquitaine 2019
Le Tour Poitou-Charentes en Nouvelle-Aquitaine 2019, la 33e édition de cette course cycliste par étapes masculine, a lieu en France du 27 au 30 août 2019. Il se déroule entre Niort et Poitiers, fait partie du calendrier UCI Europe Tour 2019 en catégorie 2.1, et fut remporté par Christophe Laporte vainqueur de deux étapes en ligne et du contre-la-montre.

## Présentation

### Parcours
Cette édition est tracée sur cinq étapes en quatre jours.
Les étapes sont retransmis durant la dernière heure de course sur France 3 Nouvelle-Aquitaine (NoA), et commentés par Paul Brousse sur le lieu d'arrivée. Les années précédentes, les étapes étaient commentées avec les mêmes conditions et personnes, mais étaient seulement retransmis via la page Facebook de France 3 Poitou-Charentes.

### Équipes
| Unknown team category |
|                       |

## Étapes
| Étape     | Date    | Villes étapes                | type                        | Distance (km) | Vainqueur d'étape  | Leader du classement général |
| --------- | ------- | ---------------------------- | --------------------------- | ------------- | ------------------ | ---------------------------- |
| 1re étape | 27 août | Niort – Rochefort            | étape de plaine             | 188,9         | Christophe Laporte | Christophe Laporte           |
| 2e étape  | 28 août | Rochefort – Aigre            | étape de plaine             | 168,1         | Christophe Laporte | Christophe Laporte           |
| 3e étape  | 29 août | Châtellerault – Pleumartin   | étape de plaine             | 110,7         | Matteo Pelucchi    | Christophe Laporte           |
| 4e étape  | 29 août | Leigné-les-Bois – Pleumartin | contre-la-montre individuel | 23            | Christophe Laporte | Christophe Laporte           |
| 5e étape  | 30 août | Aigre – Poitiers             | étape de plaine             | 167,4         | Andrea Pasqualon   | Christophe Laporte           |

## Déroulement de la course

### 1reétape
| \| Classement de l'étape \| Classement de l'étape \| Classement de l'étape \| Classement de l'étape \| Classement de l'étape \| \| Coureur \| Coureur \| Pays \| Équipe \| Temps \| \| --------------------- \| --------------------- \| --------------------- \| ----------------------------------- \| --------------------- \| \| 1er \| Christophe Laporte \| France \| Cofidis, Solutions Crédits \| \| \| 2e \| Matteo Malucelli \| Italie \| Caja Rural-Seguros RGA \| \| \| 3e \| Lorrenzo Manzin \| France \| Vital Concept-B&B Hotels \| \| \| 4e \| Pierre Barbier \| France \| Natura4Ever-Roubaix Lille Métropole \| \| \| 5e \| Bram Welten \| Pays-Bas \| Arkéa-Samsic \| \| |                    |          |                                     |       |
| |                    |          |                                     |       |
| |                    |          |                                     |       |
| Classement de l'étape |                    |          |                                     |       |
| Coureur | Coureur            | Pays     | Équipe                              | Temps |
| 1er | Christophe Laporte | France   | Cofidis, Solutions Crédits          |       |
| 2e | Matteo Malucelli   | Italie   | Caja Rural-Seguros RGA              |       |
| 3e | Lorrenzo Manzin    | France   | Vital Concept-B&B Hotels            |       |
| 4e | Pierre Barbier     | France   | Natura4Ever-Roubaix Lille Métropole |       |
| 5e | Bram Welten        | Pays-Bas | Arkéa-Samsic                        |       |

| \| Classement général \| Classement général \| Classement général \| Classement général \| Classement général \| \| Coureur \| Coureur \| Pays \| Équipe \| Temps \| \| ------------------ \| ------------------ \| ------------------ \| ----------------------------- \| ------------------ \| \| 1er \| Christophe Laporte \| France \| Cofidis, Solutions Crédits \| \| \| 2e \| Kenny Molly \| Belgique \| Wallonie Bruxelles \| + 1 s \| \| 3e \| Matteo Malucelli \| Italie \| Caja Rural-Seguros RGA \| + 4 s \| \| 4e \| Garikoitz Bravo \| Espagne \| Euskadi Basque Country-Murias \| + 5 s \| \| 5e \| Lorrenzo Manzin \| France \| Vital Concept-B&B Hotels \| + 6 s \| |                    |          |                               |       |
| |                    |          |                               |       |
| |                    |          |                               |       |
| Classement général |                    |          |                               |       |
| Coureur | Coureur            | Pays     | Équipe                        | Temps |
| 1er | Christophe Laporte | France   | Cofidis, Solutions Crédits    |       |
| 2e | Kenny Molly        | Belgique | Wallonie Bruxelles            | + 1 s |
| 3e | Matteo Malucelli   | Italie   | Caja Rural-Seguros RGA        | + 4 s |
| 4e | Garikoitz Bravo    | Espagne  | Euskadi Basque Country-Murias | + 5 s |
| 5e | Lorrenzo Manzin    | France   | Vital Concept-B&B Hotels      | + 6 s |

### 2eétape
| \| Classement de l'étape \| Classement de l'étape \| Classement de l'étape \| Classement de l'étape \| Classement de l'étape \| \| Coureur \| Coureur \| Pays \| Équipe \| Temps \| \| --------------------- \| --------------------- \| --------------------- \| -------------------------- \| --------------------- \| \| 1er \| Christophe Laporte \| France \| Cofidis, Solutions Crédits \| \| \| 2e \| Davide Cimolai \| Italie \| Israel Cycling Academy \| \| \| 3e \| Andrea Pasqualon \| Italie \| Wanty-Gobert \| \| \| 4e \| Colin Joyce \| États-Unis \| Rally UHC Cycling \| \| \| 5e \| Matteo Malucelli \| Italie \| Caja Rural-Seguros RGA \| \| |                    |            |                            |       |
| |                    |            |                            |       |
| |                    |            |                            |       |
| Classement de l'étape |                    |            |                            |       |
| Coureur | Coureur            | Pays       | Équipe                     | Temps |
| 1er | Christophe Laporte | France     | Cofidis, Solutions Crédits |       |
| 2e | Davide Cimolai     | Italie     | Israel Cycling Academy     |       |
| 3e | Andrea Pasqualon   | Italie     | Wanty-Gobert               |       |
| 4e | Colin Joyce        | États-Unis | Rally UHC Cycling          |       |
| 5e | Matteo Malucelli   | Italie     | Caja Rural-Seguros RGA     |       |

| \| Classement général \| Classement général \| Classement général \| Classement général \| Classement général \| \| Coureur \| Coureur \| Pays \| Équipe \| Temps \| \| ------------------ \| ------------------ \| ------------------ \| -------------------------- \| ------------------ \| \| 1er \| Christophe Laporte \| France \| Cofidis, Solutions Crédits \| \| \| 2e \| Kenny Molly \| Belgique \| Wallonie Bruxelles \| + 11 s \| \| 3e \| Matteo Malucelli \| Italie \| Caja Rural-Seguros RGA \| + 14 s \| \| 4e \| Davide Cimolai \| Italie \| Israel Cycling Academy \| + 14 s \| \| 5e \| Andrea Pasqualon \| Italie \| Wanty-Gobert \| + 16 s \| |                    |          |                            |        |
| |                    |          |                            |        |
| |                    |          |                            |        |
| Classement général |                    |          |                            |        |
| Coureur | Coureur            | Pays     | Équipe                     | Temps  |
| 1er | Christophe Laporte | France   | Cofidis, Solutions Crédits |        |
| 2e | Kenny Molly        | Belgique | Wallonie Bruxelles         | + 11 s |
| 3e | Matteo Malucelli   | Italie   | Caja Rural-Seguros RGA     | + 14 s |
| 4e | Davide Cimolai     | Italie   | Israel Cycling Academy     | + 14 s |
| 5e | Andrea Pasqualon   | Italie   | Wanty-Gobert               | + 16 s |

### 3eétape
| \| Classement de l'étape \| Classement de l'étape \| Classement de l'étape \| Classement de l'étape \| Classement de l'étape \| \| Coureur \| Coureur \| Pays \| Équipe \| Temps \| \| --------------------- \| --------------------- \| --------------------- \| ----------------------------------- \| --------------------- \| \| 1er \| Matteo Pelucchi \| Italie \| Androni Giocattoli-Sidermec \| \| \| 2e \| Matteo Malucelli \| Italie \| Caja Rural-Seguros RGA \| \| \| 3e \| Pierre Barbier \| France \| Natura4Ever-Roubaix Lille Métropole \| \| \| 4e \| Rudy Barbier \| France \| Israel Cycling Academy \| \| \| 5e \| Julien Duval \| France \| AG2R La Mondiale \| \| |                  |        |                                     |       |
| |                  |        |                                     |       |
| |                  |        |                                     |       |
| Classement de l'étape |                  |        |                                     |       |
| Coureur | Coureur          | Pays   | Équipe                              | Temps |
| 1er | Matteo Pelucchi  | Italie | Androni Giocattoli-Sidermec         |       |
| 2e | Matteo Malucelli | Italie | Caja Rural-Seguros RGA              |       |
| 3e | Pierre Barbier   | France | Natura4Ever-Roubaix Lille Métropole |       |
| 4e | Rudy Barbier     | France | Israel Cycling Academy              |       |
| 5e | Julien Duval     | France | AG2R La Mondiale                    |       |

| \| Classement général \| Classement général \| Classement général \| Classement général \| Classement général \| \| Coureur \| Coureur \| Pays \| Équipe \| Temps \| \| ------------------ \| ------------------ \| ------------------ \| -------------------------- \| ------------------ \| \| 1er \| Christophe Laporte \| France \| Cofidis, Solutions Crédits \| \| \| 2e \| Matteo Malucelli \| Italie \| Caja Rural-Seguros RGA \| + 10 s \| \| 3e \| Kenny Molly \| Belgique \| Wallonie Bruxelles \| + 11 s \| \| 4e \| Davide Cimolai \| Italie \| Israel Cycling Academy \| + 14 s \| \| 5e \| Andrea Pasqualon \| Italie \| Wanty-Gobert \| + 16 s \| |                    |          |                            |        |
| |                    |          |                            |        |
| |                    |          |                            |        |
| Classement général |                    |          |                            |        |
| Coureur | Coureur            | Pays     | Équipe                     | Temps  |
| 1er | Christophe Laporte | France   | Cofidis, Solutions Crédits |        |
| 2e | Matteo Malucelli   | Italie   | Caja Rural-Seguros RGA     | + 10 s |
| 3e | Kenny Molly        | Belgique | Wallonie Bruxelles         | + 11 s |
| 4e | Davide Cimolai     | Italie   | Israel Cycling Academy     | + 14 s |
| 5e | Andrea Pasqualon   | Italie   | Wanty-Gobert               | + 16 s |

### 4eétape
| \| Classement de l'étape \| Classement de l'étape \| Classement de l'étape \| Classement de l'étape \| Classement de l'étape \| \| Coureur \| Coureur \| Pays \| Équipe \| Temps \| \| --------------------- \| --------------------- \| --------------------- \| -------------------------- \| --------------------- \| \| 1er \| Christophe Laporte \| France \| Cofidis, Solutions Crédits \| \| \| 2e \| Tony Gallopin \| France \| AG2R La Mondiale \| + 13 s \| \| 3e \| Niki Terpstra \| Pays-Bas \| Total Direct Énergie \| + 21 s \| \| 4e \| Miles Scotson \| Australie \| Groupama-FDJ \| + 24 s \| \| 5e \| Matthias Brändle \| Autriche \| Israel Cycling Academy \| + 27 s \| |                    |           |                            |        |
| |                    |           |                            |        |
| |                    |           |                            |        |
| Classement de l'étape |                    |           |                            |        |
| Coureur | Coureur            | Pays      | Équipe                     | Temps  |
| 1er | Christophe Laporte | France    | Cofidis, Solutions Crédits |        |
| 2e | Tony Gallopin      | France    | AG2R La Mondiale           | + 13 s |
| 3e | Niki Terpstra      | Pays-Bas  | Total Direct Énergie       | + 21 s |
| 4e | Miles Scotson      | Australie | Groupama-FDJ               | + 24 s |
| 5e | Matthias Brändle   | Autriche  | Israel Cycling Academy     | + 27 s |

| \| Classement général \| Classement général \| Classement général \| Classement général \| Classement général \| \| Coureur \| Coureur \| Pays \| Équipe \| Temps \| \| ------------------ \| ------------------ \| ------------------ \| -------------------------- \| ------------------ \| \| 1er \| Christophe Laporte \| France \| Cofidis, Solutions Crédits \| \| \| 2e \| Tony Gallopin \| France \| AG2R La Mondiale \| + 33 s \| \| 3e \| Niki Terpstra \| Pays-Bas \| Total Direct Énergie \| + 41 s \| \| 4e \| Miles Scotson \| Australie \| Groupama-FDJ \| + 44 s \| \| 5e \| Yoann Paillot \| France \| Saint Michel-Auber 93 \| + 54 s \| |                    |           |                            |        |
| |                    |           |                            |        |
| |                    |           |                            |        |
| Classement général |                    |           |                            |        |
| Coureur | Coureur            | Pays      | Équipe                     | Temps  |
| 1er | Christophe Laporte | France    | Cofidis, Solutions Crédits |        |
| 2e | Tony Gallopin      | France    | AG2R La Mondiale           | + 33 s |
| 3e | Niki Terpstra      | Pays-Bas  | Total Direct Énergie       | + 41 s |
| 4e | Miles Scotson      | Australie | Groupama-FDJ               | + 44 s |
| 5e | Yoann Paillot      | France    | Saint Michel-Auber 93      | + 54 s |

### 5eétape
| \| Classement de l'étape \| Classement de l'étape \| Classement de l'étape \| Classement de l'étape \| Classement de l'étape \| \| Coureur \| Coureur \| Pays \| Équipe \| Temps \| \| --------------------- \| --------------------- \| --------------------- \| ---------------------- \| --------------------- \| \| 1er \| Andrea Pasqualon \| Italie \| Wanty-Gobert \| \| \| 2e \| Davide Cimolai \| Italie \| Israel Cycling Academy \| \| \| 3e \| Anthony Roux \| France \| Groupama-FDJ \| \| \| 4e \| Thomas Boudat \| France \| Total Direct Énergie \| \| \| 5e \| Matteo Malucelli \| Italie \| Caja Rural-Seguros RGA \| \| |                  |        |                        |       |
| |                  |        |                        |       |
| |                  |        |                        |       |
| Classement de l'étape |                  |        |                        |       |
| Coureur | Coureur          | Pays   | Équipe                 | Temps |
| 1er | Andrea Pasqualon | Italie | Wanty-Gobert           |       |
| 2e | Davide Cimolai   | Italie | Israel Cycling Academy |       |
| 3e | Anthony Roux     | France | Groupama-FDJ           |       |
| 4e | Thomas Boudat    | France | Total Direct Énergie   |       |
| 5e | Matteo Malucelli | Italie | Caja Rural-Seguros RGA |       |

### Classement général final
| \| Classement général \| Classement général \| Classement général \| Classement général \| Classement général \| \| Coureur \| Coureur \| Pays \| Équipe \| Temps \| \| ------------------ \| ------------------ \| ------------------ \| -------------------------- \| ------------------ \| \| 1er \| Christophe Laporte \| France \| Cofidis, Solutions Crédits \| \| \| 2e \| Tony Gallopin \| France \| AG2R La Mondiale \| + 33 s \| \| 3e \| Niki Terpstra \| Pays-Bas \| Total Direct Énergie \| + 41 s \| \| 4e \| Miles Scotson \| Australie \| Groupama-FDJ \| + 44 s \| \| 5e \| Yoann Paillot \| France \| Saint Michel-Auber 93 \| + 54 s \| \| 6e \| Alexis Gougeard \| France \| AG2R La Mondiale \| + 56 s \| |                    |           |                            |        |
| |                    |           |                            |        |
| |                    |           |                            |        |
| Classement général |                    |           |                            |        |
| Coureur | Coureur            | Pays      | Équipe                     | Temps  |
| 1er | Christophe Laporte | France    | Cofidis, Solutions Crédits |        |
| 2e | Tony Gallopin      | France    | AG2R La Mondiale           | + 33 s |
| 3e | Niki Terpstra      | Pays-Bas  | Total Direct Énergie       | + 41 s |
| 4e | Miles Scotson      | Australie | Groupama-FDJ               | + 44 s |
| 5e | Yoann Paillot      | France    | Saint Michel-Auber 93      | + 54 s |
| 6e | Alexis Gougeard    | France    | AG2R La Mondiale           | + 56 s |